# Macroglossum pylene
Macroglossum pylene är en fjärilsart som beskrevs av Felder 1861. Macroglossum pylene ingår i släktet Macroglossum och familjen svärmare. Inga underarter finns listade i Catalogue of Life.